# Lomagramma yunnanensis
Lomagramma yunnanensis là một loài thực vật có mạch trong họ Lomariopsidaceae. Loài này được Ching mô tả khoa học đầu tiên năm 1983.